# Aitor Karanka
Aitor Karanka de la Hoz (couramment appelé Karanka), né le 18 septembre 1973 à Vitoria-Gasteiz, en Espagne, est un ancien footballeur espagnol qui jouait principalement au poste de défenseur central, et qui est devenu entraineur. Il a parfois occupé le poste de latéral gauche.

## Biographie
Il fut l'entraîneur-adjoint du Real Madrid aux côtés de José Mourinho entre 2010 et 2013.
Le 13 novembre 2013, il est nommé entraîneur de Middlesbrough en remplacement de Tony Mowbray. 
Le 23 novembre, son premier match à la tête de Middlesbrough se solde par une défaite face à Leeds United (2-1).
Le 7 mai 2016, à l'issue d'un match nul contre Brighton and Hove (1-1), Middlesbrough obtient sa montée en Premier League, moins de trois ans après l'arrivée d'Aitor Karanka. Il est limogé le 16 mars 2017.
Le 8 janvier 2018, il s'engage avec Nottingham Forest (D2). Un an plus tard, le 11 janvier 2019, il quitte son poste alors que son équipe occupe la septième place du championnat.

## Palmarès

### Real Madrid
- Championnat d'Espagne (1)
  - Champion : 2001.

- Supercoupe d'Espagne (2)
  - Vainqueur : 1997 & 2001.

- Ligue des champions (3)
  - Vainqueur : 1998, 2000 & 2002.

- Supercoupe de l'UEFA (1)
  - Vainqueur : 2002.

- Coupe intercontinentale (2)
  - Vainqueur : 1998 & 2002.

### Middlesbrough FC
- Deuxième division anglaise
  - Vice-champion : 2016

## Statistiques d'entraîneur
| Middlesbrough FC  | 13 novembre 2013 | 16 mars 2017    | 171 | 80  | 42 | 49 | 46,8 |
| Nottingham Forest | 8 janvier 2018   | 11 janvier 2019 | 52  | 16  | 19 | 17 | 30,8 |
| Birmingham City   | 31 juillet 2020  | 16 mars 2021    | 38  | 8   | 11 | 19 | 21,1 |
| Total             | Total            | Total           | 261 | 104 | 72 | 85 | 39,8 |